# ابوالقاسم ابن عباد
ابوالقاسم ابن عَبّاد (؟-۱۰۴۲م) بنیان‌گذار دولت بنی‌عَبّاد در اندلس و نخستین فرمانروای آن (۴۱۴–۴۳۳ق) بود. . ابتدا قاضی در سویلا بود، سپس استقلال‌خواهی کرد. به شعر عربی و رسائل  نیز می‌پرادخت. 